# Церковь Святого Николая (Козе)
Церковь Святого Николая — готическая веркирхе в волости Козе уезда Харьюмаа Эстонии. Расположена в Козе по адресу Йыэ 2 (эст. Jõe 2). При церкви действует лютеранская община Эстонской евангелическо-лютеранской церкви.

## История
Церковь Святого Николая в Козе существовала ещё до своего первого упоминания в 1241 году в Датской поземельной книге (лат. Liber Census Daniæ) короля Вальдемара II. В 1931 году в Эстонии отмечалось 700-летие церкви, однако неизвестно, на основании каких источников годом основания был выбран 1231 год. Первоначально церковь представляла собой деревянную постройку. Каменная церковь была построена в 1370 году. От первоначального оригинального облика остались лишь стены, так как в 1482 году церковь уничтожил устроенный русскими пожар. Также сильно восстановленная церковь пострадала во время Ливонской войны в 1560 году. Существенной перестройке церковь была подвергнута в 1856—1858 годах, получив название Новая церковь (эст. Uus kirik). После перестройки церковь была заново освящена 16 ноября 1858 года. В 1873 году к церкви пристроили новую башню. В 1890 году в церкви появился орган, изготовленный органным мастером Густавом Норманном (эст. Gustav Normann).
На кладбище при церкви похоронен знаменитый российский мореплаватель Отто фон Коцебу.

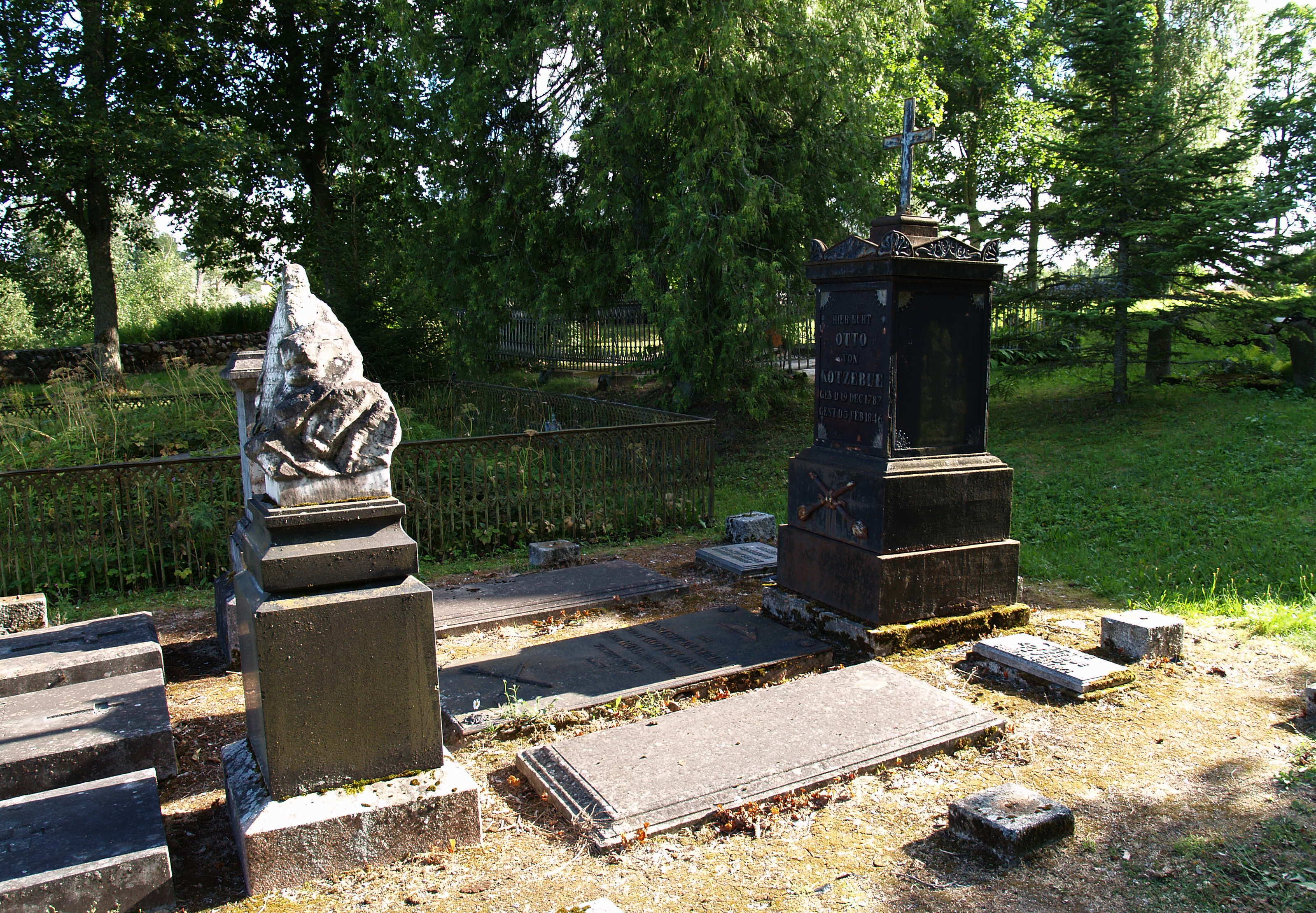
Могила Отто фон Коцебу на церковном кладбище в Козе
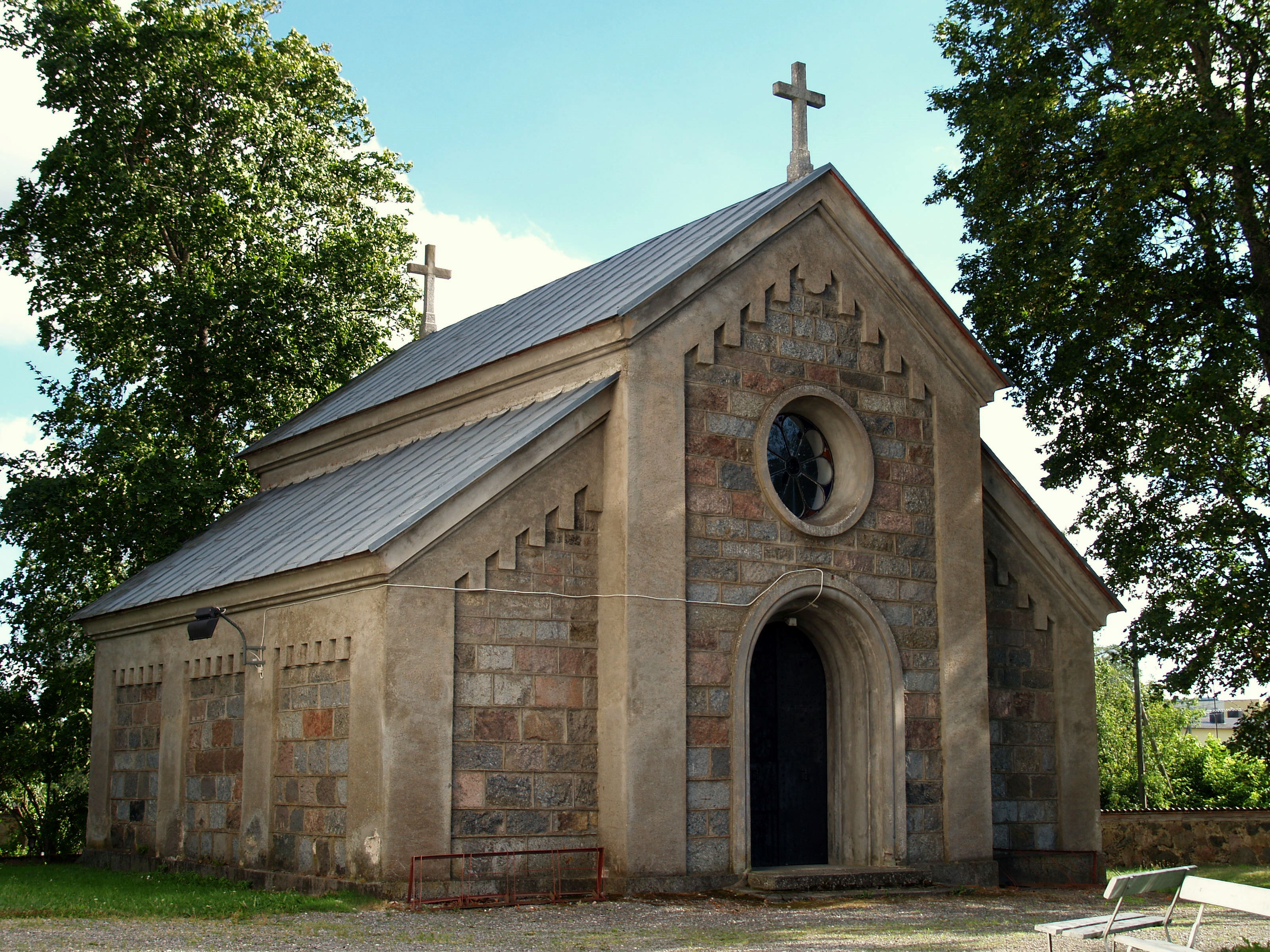
Часовня, подаренная церкви мыйзником Паулем фон Коцебу
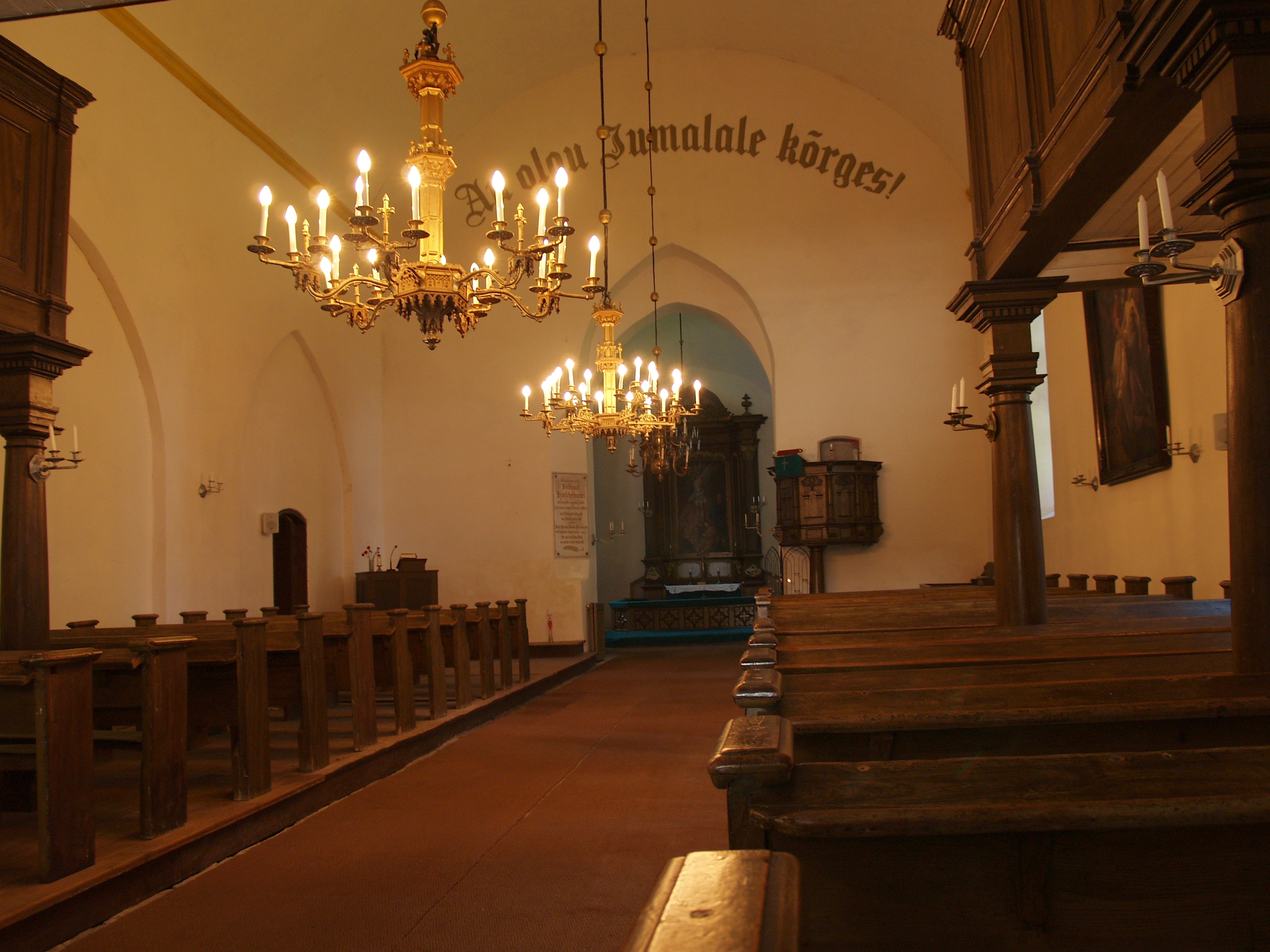
Внутреннее убранство
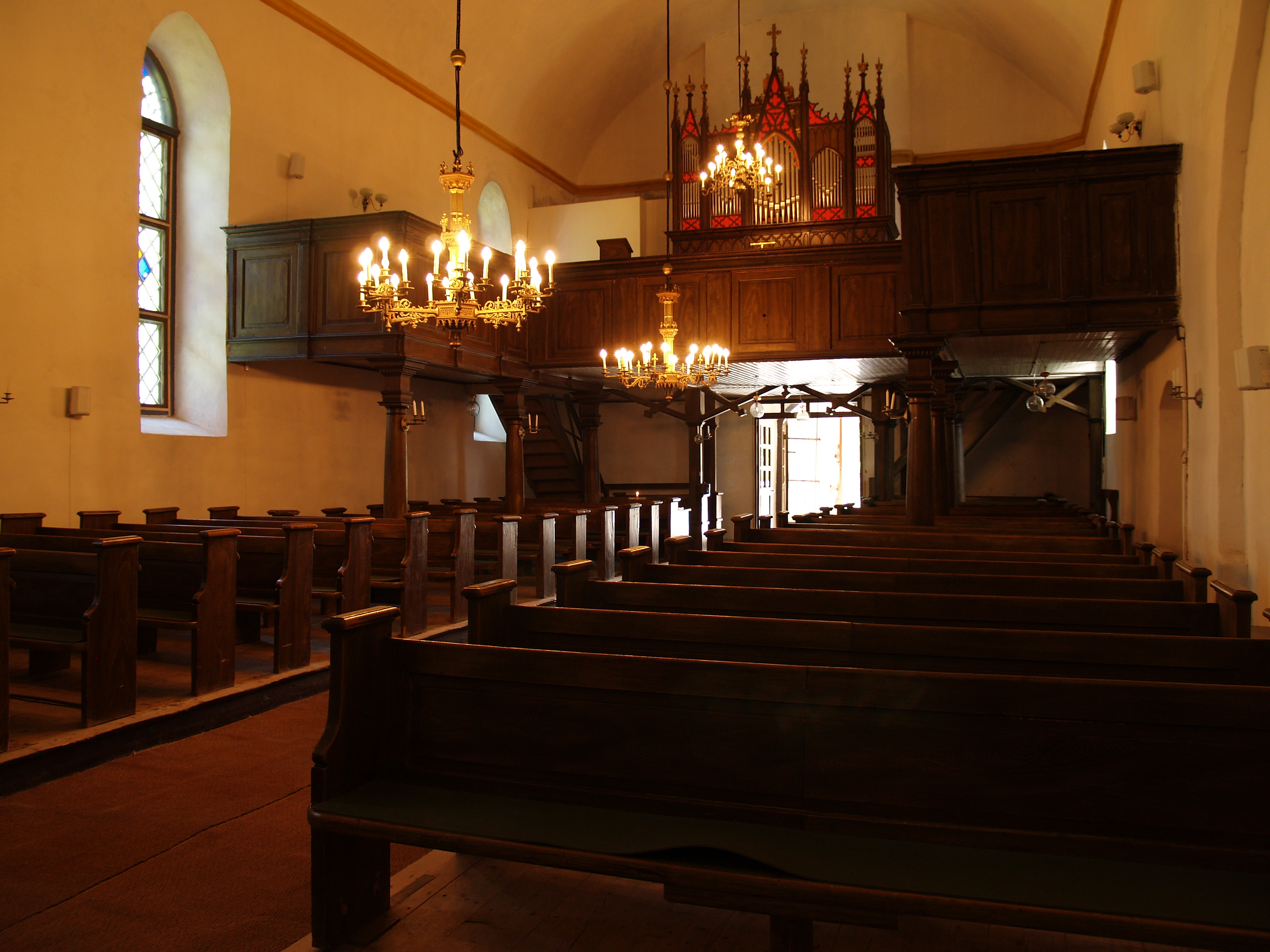
Внутренний интерьер